# 2096
Năm 2096. Trong lịch Gregory, nó sẽ là năm thứ 2096 của Công nguyên hay của Anno Domini; năm thứ 96 của thiên niên kỷ thứ 3 và của thế kỷ 21; và năm thứ bảy của thập niên 2090.